# Le Professeur et la Sirène
Le Professeur et la Sirène est un recueil de quatre nouvelles de l'écrivain sicilien Giuseppe Tomasi di Lampedusa (1896-1957), publié à titre posthume, en 1961, par Feltrinelli. L'ouvrage a été traduit en français aux éditions du Seuil en 1962.

## Présentation

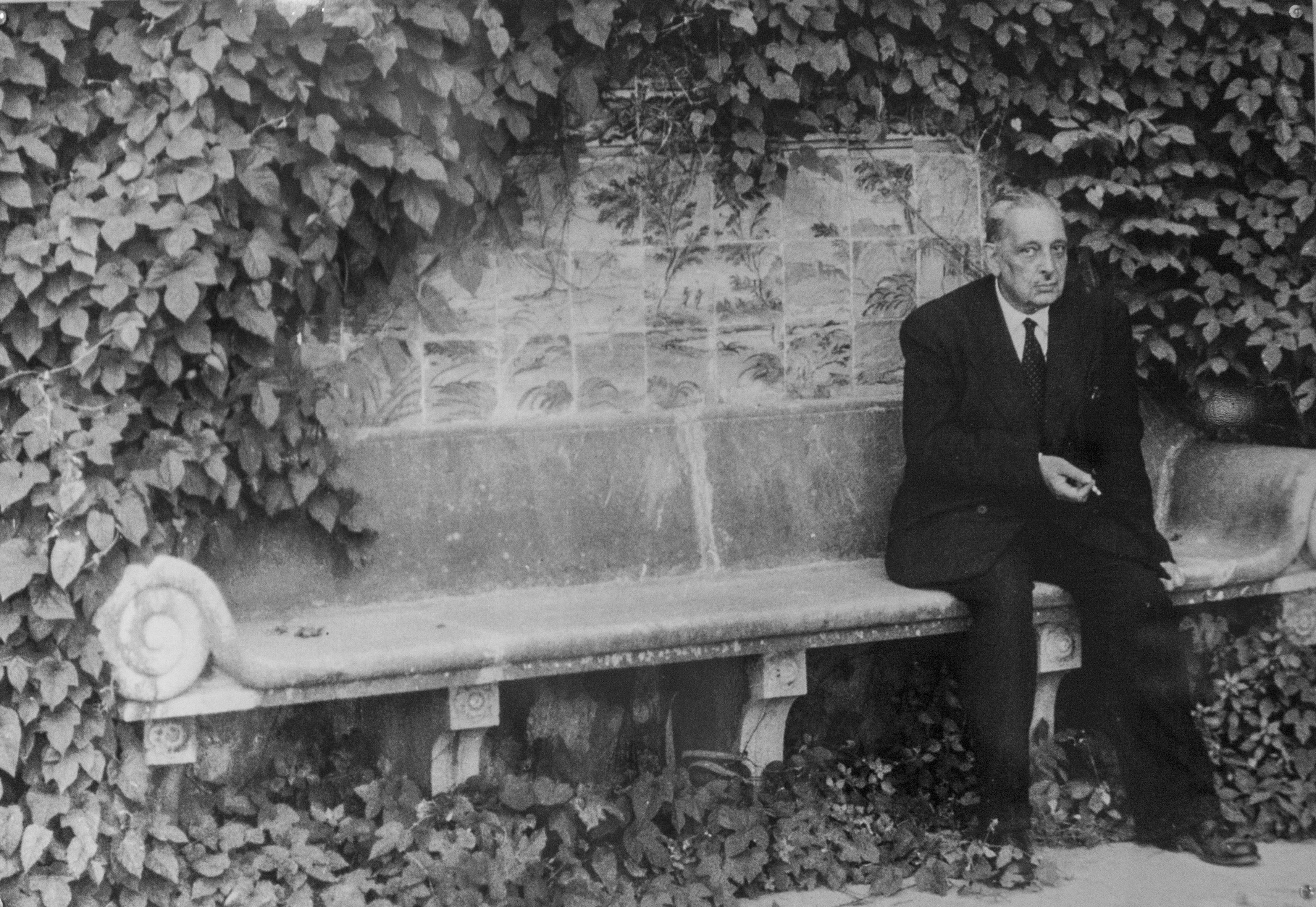
Giuseppe Tomasi di Lampedusa.

Pendant les deux dernières années de sa vie, Giuseppe Tomasi di Lampedusa se consacre à l'écriture de ses deux œuvres de fiction : son unique roman, Le Guépard, et l'ensemble des quatre nouvelles qui, après sa mort, seront réunies en italien sous le titre de I racconti et en français sous celui de Le Professeur et la Sirène,. Il compose la plupart de ces textes à Capo d'Orlando, où il réside à la villa Piccolo, chez ses cousins Casimiro et Lucio Piccolo.

## Résumé

### Souvenirs d'enfance

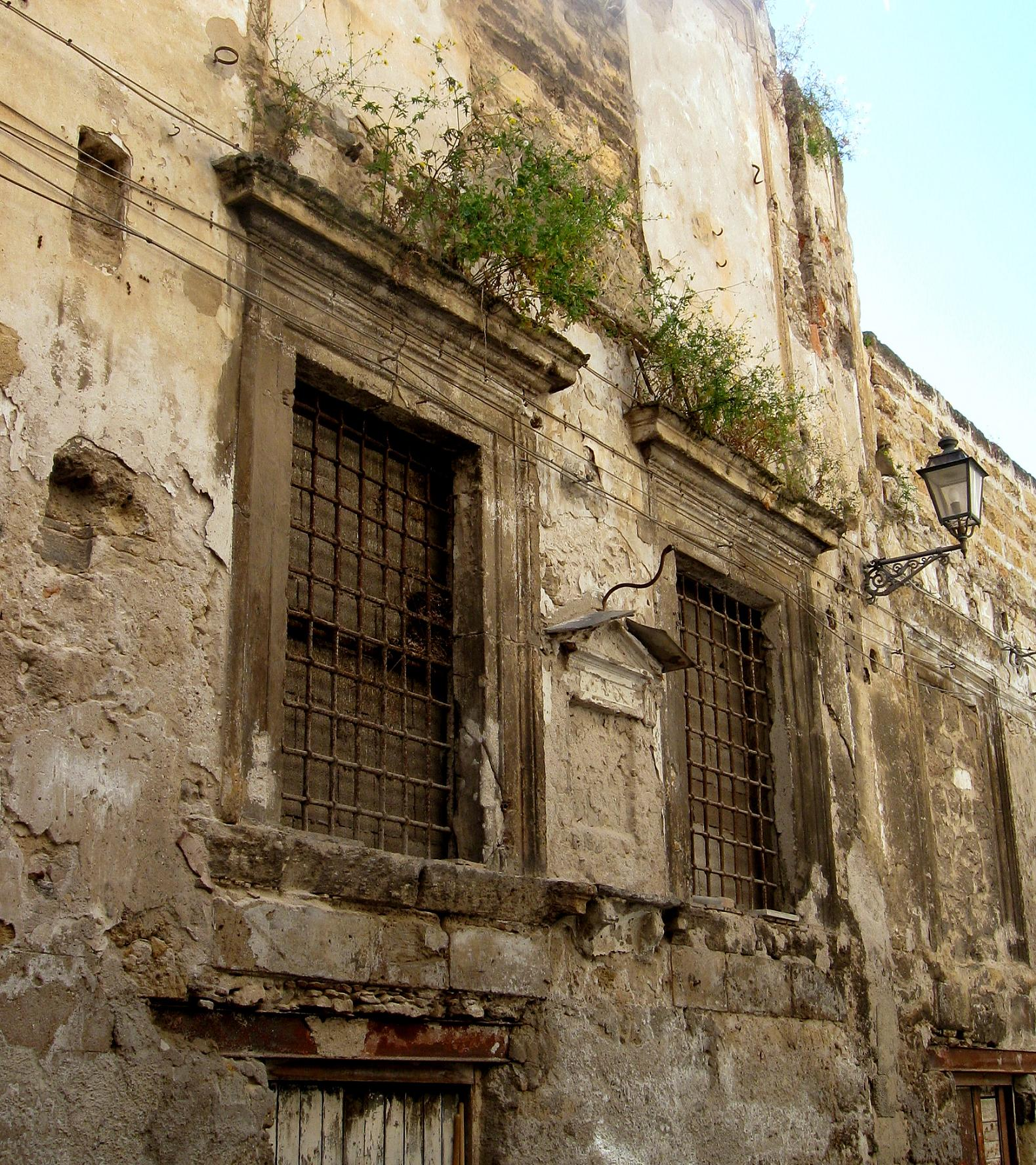
L'ancien palais Lampedusa alla Marina, partiellement détruit le 5 avril 1943.

Ce récit autobiographique forme la première partie d'un projet que Tomasi di Lampedusa ne put mener à bien. Son intention était en effet de rédiger ses mémoires selon trois grandes sections : l'enfance, la jeunesse et la maturité.
L'auteur se livre ici à une évocation nostalgique de deux demeures où il a passé ses premières années, dans la capitale et la campagne siciliennes : les palais Lampedusa alla Marina à Palerme et Filangeri di Cutò à Santa Margherita di Belice. Dans ses souvenirs se succèdent l'assassinat du roi Humbert Ier en 1900, le tremblement de terre de Messine en 1908, l'arrivée à Palerme de l'ancienne impératrice Eugénie…
Le titre sous lequel ce texte parut pour la première fois en italien, Luoghi della mia prima infanzia (« Les lieux de ma première enfance »), correspondait à la volonté de la veuve de Tomasi di Lampedusa, Alexandra von Wolff-Stomersee, qui en dirigea l'édition tant sur la forme que sur le fond. Après sa mort, en 1982, le manuscrit complet fut retrouvé, avec le titre que lui avait donné l'auteur : Ricordi d'infanzia (« Souvenirs d'enfance »). C'est sous ce titre qu'en 1988 il a été révisé et republié par le fils adoptif de l'écrivain, Gioacchino Lanza Tomasi.

### La Matinée d'un métayer
L'univers composite des paysans, des nouveaux riches et des aristocrates désargentés est au cœur de ce texte. L'auteur avait prévu d'en faire le premier chapitre d'un roman qui formerait la suite du Guépard.

### Le Bonheur et la Loi
Ce récit bref et désenchanté s'inscrit dans la lignée du naturalisme du XIXe siècle.

### Le Professeur et la Sirène

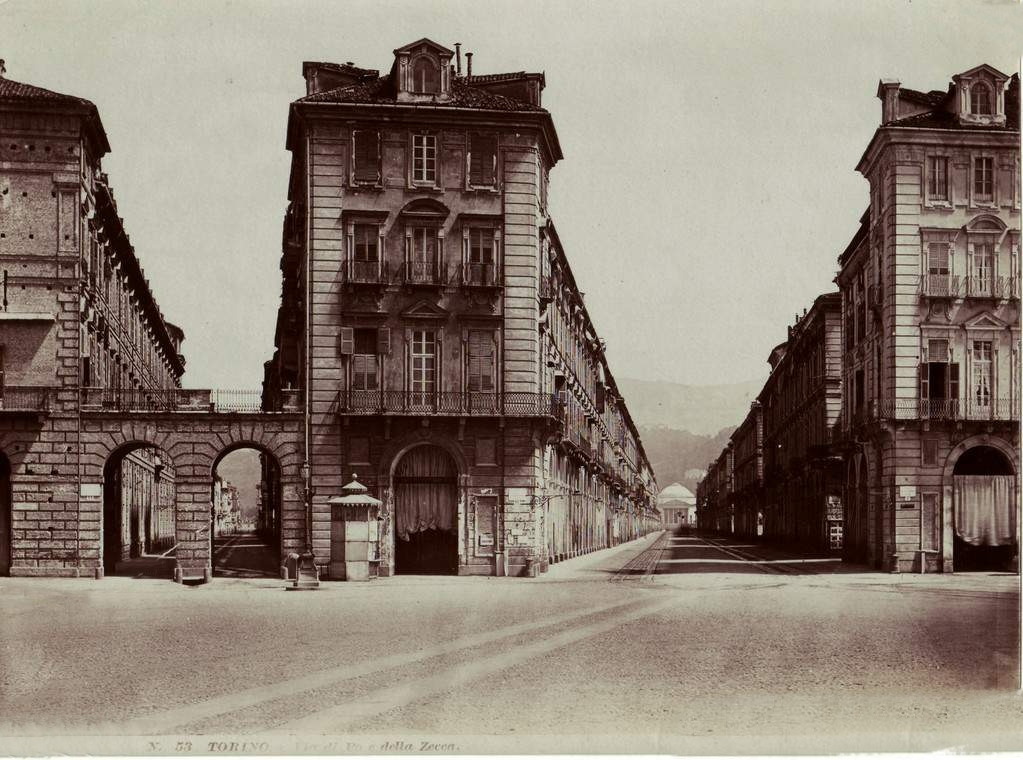
La via Po, à Turin, au début du XX.

Parmi les brumes de l'hiver 1938 à Turin, deux Siciliens font connaissance dans un café de la via Po, l'une des principales artères de la ville. L'un est l'éminent professeur Rosario La Cura, helléniste à la retraite et membre du Sénat italien, et l'autre est un jeune aristocrate, Paolo Corbera di Salina, qui travaille peu ou prou comme journaliste à La Stampa. En confidence, le professeur lui relate un épisode de ses années de jeunesse, un demi-siècle plus tôt, pendant l'été 1887, à une époque où il s'était éloigné de ses livres pour se retirer sur une côte déserte près d'Augusta, dans la province de Syracuse. Or, dans cette solitude, il fit une rencontre merveilleuse : celle de la sirène Lighea, fille de la muse Calliope.
Ce texte est le dernier que Tomasi di Lampedusa ait écrit avant sa mort. Son titre en italien est La sirena mais il est parfois intitulé Lighea, selon le choix initial d'Alexandra von Wolff-Stomersee.

## Réception
Après la mort de l'auteur, le manuscrit de ces nouvelles fut transmis par Elena Croce (it), la fille de Benedetto Croce, à Giorgio Bassani, qui en supervisa la publication chez Feltrinelli en 1961, trois ans après celle du Guépard, et en rédigea la préface.
Ces quatre textes sont jugés d'une beauté et d'une richesse comparables à celles du Guépard, notamment par E. M. Forster et Edmund Wilson.

## Édition en français
- Giuseppe Tomasi di Lampedusa, Le Professeur et la Sirène, nouvelle traduction et préface de Jean-Paul Manganaro, postface de Gioacchino Lanza Tomasi, Points, 2017  (ISBN 978-2-7578-6464-7)